# Styx World: Live 2001
Styx World: Live 2001 è un album dal vivo del gruppo rock statunitense Styx, pubblicato nel 2001.

## Tracce
1. Rockin' the Paradise
2. High Enough
3. Lorelei
4. A Criminal Mind
5. Love Is the Ritual
6. Boat on the River
7. Half-Penny, Two-Penny
8. Sing for the Day
9. Snowblind
10. Sometimes Love Just Ain't Enough
11. Crystal Ball
12. Miss America
13. Come Sail Away

## Formazione
- Tommy Shaw - voce, chitarra acustica, chitarra elettrica, mandolino
- James "J.Y." Young - voce, chitarra acustica, chitarra elettrica, tastiera
- Lawrence Gowan - voce, tastiera
- Glen Burtnik - basso, chitarra elettrica, voce
- Chuck Panozzo - basso
- Todd Sucherman - batteria